# Simão Luís da Veiga
Simão Luís da Veiga (Montemor-o-Novo, Lavre, 8 de Junho de 1878/9 — Lisboa, São Jorge de Arroios, 19 de Março de 1963) foi um cavaleiro tauromáquico, lavrador e pintor naturalista português.

## Biografia
Filho dum abastado lavrador, Simão Luís da Veiga Frade (Montemor-o-Novo, Lavre, 21 de Setembro de 1824 - Montemor o Novo, Lavre, 19 de Março de 1881), vulgarmente conhecido por Simão Luís Frade, Vereador da Câmara Municipal de Montemor-o-Novo, Provedor da Santa Casa da Misericórdia de Lavre e grande lavrador e Proprietário em Lavre dos grupos de Herdades das Várzeas, das Cruzetes e dos Verdugos, das Antas e dos Simarros, de Pedrógão e dos Arneiros, de Pinçais e do Chapeleirinho, o dos Carregais e o do Godial, e de sua terceira mulher (Montemor-o-Novo, Lavre, 9 de Junho de 1875) Emília de Jesus Lopes (Leiria, Caranguejeira, 19 de Fevereiro de 1855 - ?), herdou de seu pai as Herdades do Pedrógão e dos Arneiros, do Vale da Bica, do Pimpolho, da Carvalhice, da Caneira e dos Olivais e Casa em Lavre, foi o continuador da obra do pai, e bem cedo se dedicou à lavoura, aos cavalos e aos touros.
Feita a Instrução Primária na terra da sua naturalidade, matriculou-se no antigo Liceu do Carmo. Ao mesmo tempo recebia lições de Pintura de Adolfo Greno e Josefa Greno.
Feito o 5.° ano do Liceu, partiu para Paris, onde frequentou a Academia Julian e teve como Mestre Lucien Simon. É portanto na Academia Francesa e, posteriormente, junto de José Malhoa, de quem será discípulo que se forjou Simão da Veiga como um pintor naturalista de referência século XX português.
Casou primeira vez em Lisboa, São José, a 15 de Agosto de 1898, com Margarida Hilária da Assunção Dionísio (Lisboa - ?), filha de Augusto Filipe Dionísio e de sua mulher Maria Isabel da Cunha, da qual teve uma única filha. Casou segunda vez em Montemor-o-Novo, Lavre, a 27 de Maio de 1905, com Constantina Rosa Martins (Montemor-o-Novo, 28 de Julho de 1881 - Lisboa, São Sebastião da Pedreira, 5 de Janeiro de 1961), filha de Manuel José Martins (Coruche, Peso - ?) e de sua mulher (Coruche, Peso) Bernardina Maria (Montemor-o-Novo, Lavre, 28 de Dezembro de 1850 - ?), da qual teve uma filha e quatro filhos.
Apresentara-se, em 1912, numa Exposição colectiva realizada pela Sociedade Nacional de Belas-Artes, em Lisboa. Em 1913, obteve a 1.ª Medalha de Ouro na Exposição da mesma Sociedade Nacional de Belas-Artes de Lisboa. No mesmo ano, concorreu ao Salon de Paris, onde obteve a 2.ª Medalha de Prata com um retrato de sua segunda mulher.
Em 1916, teve duma Rita uma filha bastarda. Na revista "Ilustração Portuguesa" de 3 de dezembro de 1917 um convívio realizado em sua casa foi motivo de reportagem.
Fez a sua primeira exposição individual em 1923, no Salão Bobone. Concorreu, habitualmente, aos Salões da Sociedade Nacional de Belas-Artes, tendo neles conquistado a 1.ª e 2.ª Medalhas com um conjunto de seis telas, que representavam a Diana Caçadora com os seus Galgos e uma cabeça Flor do Pântano.
Dedicou-se à pintura a óleo, mas também fez aguarela.
Os seus motivos preferidos são assuntos da vida campesina da borda de água e Alentejana. Pintor da lezíria ribatejana e das paisagens alentejanas, retratou cenas campestres, de camponeses, campinos, toiros e cavalos, o que fazem dele um pintor eminentemente naturalista.
Está representado nos Museus do Porto e de Bragança. As suas principais obras podem ser vistas no Museu Soares dos Reis, no Porto, no Museu José Malhoa, nas Caldas da Rainha, e no Museu do Abade de Baçal, em Bragança. Alguns dos seus quadros fazem parte de galerias particulares, em Portugal e no Brasil.
Proprietário duma ganadaria de toiros bravos e grande aficionado da tauromaquia, Simão Luís da Veiga fez-se notar também como toureiro, actuando a pé e a cavalo.
Em Maio de 1922, depois de actuar inúmeras vezes como amador, tomou e recebeu a alternativa de cavaleiro tauromáquico das mãos de José Casimiro, na Monumental do Campo Pequeno. Um mês depois, a 4 de Junho, voltava à praça lisboeta para conceder a alternativa como Padrinho ao seu filho primogénito, o conhecido Simão da Veiga. E, seguidamente, exibiu-se em quase todos os redondéis da Península Ibérica.
Entre os seus êxitos, conta-se a sua actuação brilhante na tourada organizada pelo Rei D. Afonso XIII de Espanha, na Praça de Touros Monumental de Barcelona, na qual tomou parte com seu filho, e na qual o Rei Vítor Manuel III da Itália, a quem tinha sido oferecida a Corrida Régia, lhes ofereceu duas cigarreiras enriquecidas com as Armas da Coroa Italiana, convidando-o a tourear em Roma. Benito Mussolini dirigiu-lhe idêntico convite, mas nenhuma das corridas se realizou.
D. Afonso XIII condecorou-o com o grau de Senhor Comendador da Real Ordem de Isabel a Católica de Espanha, por um retrato que expôs em Madrid.
Era avô paterno de Luís Miguel da Veiga e bisavô de Mafalda Veiga.